# Saint-Philbert-sur-Boissey
 Saint-Philbert-sur-Boissey  là một xã của tỉnh Eure, thuộc vùng Normandie, miền bắc nước Pháp.